# Mechthild Wiswe
Mechthild Wiswe (* 1. Juni 1938 in Wolfenbüttel; † 23. November 2017 in Hannover) war eine deutsche Historikerin, Volkskundlerin und Autorin.

## Leben
Mechthild Wiswe war die Tochter des Realschullehrers Hans Wiswe und wuchs in Fümmelse (heute Ortsteil von Wolfenbüttel) auf. Durch die geschichtlichen Arbeiten ihres Vaters geprägt, trat sie bereits mit 16 Jahren in den Braunschweigischen Geschichtsverein ein, dem sie über 60 Jahre bis zu ihrem Tode, in den letzten Jahren im Vorstand und als Mitglied dessen Ehrenbeirates, angehörte. Nach dem Abitur am Wolfenbütteler Gymnasium im Schloss studierte sie Pädagogik, Volkskunde, Germanistik, Geschichte und Geografie an den Universitäten Braunschweig und Göttingen. Nach ihrer Promotion zum Thema Die Flurnamen des Salzgittergebietes bei Heinrich Wesche, dem Inhaber des 1954 neu geschaffenen Lehrstuhls für Niederdeutsche Philologie, arbeitete sie zunächst von 1968 bis 1973 im Historischen Museum Hannover. Von 1973 bis 1997 war sie am Braunschweigischen Landesmuseum, zuletzt als Oberkustodin und Leiterin der Abteilung für Volkskunde, tätig. In dieser Funktion veröffentlichte sie eine Vielzahl von Studien zum Volksleben der Stadt Braunschweig, des Braunschweiger Landes sowie zur Volkskunde Ostniedersachsens.

## Werke (Auswahl)
als Autorin:
- Die Flurnamen des Salzgittergebietes. Dissertation an der Universität Göttingen, 1970.
- Das Bauernhaus-Museum Bortfeld. Braunschweig 1976.
- Dom und Burgplatz in Braunschweig im Bild der Vergangenheit. Braunschweig 1979.
- Volkstümliche Keramik aus Sommersdorf und Sommerschenburg, zwei Dörfern des Magdeburger Holzlandes. In: Braunschweigische Heimat, Zeitschrift für Natur- und Heimatpflege, Landes- und Volkskunde Ostfalens. Braunschweig 1980.
- Geburt und Taufe im Volksleben der Vergangenheit. In: Braunschweigische Heimat, Zeitschrift für Natur- und Heimatpflege, Landes- und Volkskunde Ostfalens. Braunschweig 1980.
- Bemalte volkstümliche Möbel aus dem südöstlichen Niedersachsen. Truhen – Schränke – Betten – Wiegen. Der Bestand des Braunschweigischen Landesmuseums, ergänzt durch einige Beispiele in Privatbesitz. Braunschweig 1983.
- Ländliches Leben im Braunschweigischen. Braunschweig 1984.
- Spanschachteln: Geschichte, Herstellung, Bemalung. München 1986.
- Brauchtum und Traditionen im Raum Gifhorn-Wolfsburg. Schriftenreihe zur Heimatkunde der Sparkasse Gifhorn-Wolfsburg, Band 6, Gifhorn 1990.
- Museen und Heimatstuben im Braunschweiger Land. Braunschweig 1993.
- Freimaurer in ihrer Zeit, Begleitpublikation zur Ausstellung des Braunschweigischen Landesmuseums zum 250-jährigen Bestehen der Braunschweiger Freimaurerlogen, Braunschweig 1994, ISBN 3-927939-23-4.
- Kinder- und Jugendbücher im Braunschweigischen Landesmuseum. Braunschweig 1997.

als Herausgeberin:
- Das Braunschweiger Weihnachtsbuch. Eine Anthologie. Braunschweiger Zeitungsverlag, Braunschweig 1991.

in Zusammenarbeit mit anderen Autoren:
- mit Werner Flechsig: 400 Jahre Musikleben im Braunschweiger Land. Sonderausstellung aus Anlaß des 25-jährigen Bestehens der Braunschweigischen Musikgesellschaft. Braunschweig 1974.
- mit Rudolf Prescher: Brandschutz im Wandel der Zeit: 100 Jahre Berufsfeuerwehr Braunschweig. Braunschweig 1975.
- Volkstümlicher Schmuck aus dem Braunschweigischen. Braunschweig 1977.
- Brautkleidung im Wandel. 220 Jahre regionale Identität und internationale Mode. Braunschweig 1991.
- Braunschweigisches und Ostfälisches. Gedenkschrift für Werner Flechsig. Braunschweig 1992.
- Einbecker Zinngießer und ihre Werke. Oldenburg 2013.